# (19947) 1981 EE39
A (19947) 1981 EE39 a Naprendszer kisbolygóövében található aszteroida. Schelte J. Bus fedezte fel 1981. március 2-án.